# Kandergrund
Kandergrund ist eine politische Gemeinde im Verwaltungskreis Frutigen-Niedersimmental des Kantons Bern in der Schweiz.

## Geographie
Kandergrund liegt im Kandertal. Es ist eine langgezogene Streusiedlung mit den Bäuerten Innerkandergrund, Reckental, Ausser- und Inner-Rüteni sowie Blausee-Mitholz.

## Geschichte
Kandergrund liegt im Talgrund der Kander. Der Name Kander könnte vom keltischen Wort *kandarā «die Glänzende, die Weisse» stammen.

### Politische Entwicklung
Kandergrund gehörte bis 1850 zur Gemeinde Frutigen. 1908 kam es zur Trennung der Gemeinde Kandergrund in Kandergrund und Kandersteg. Das ursprüngliche Gemeindegebiet von 16'665 ha fiel zu 3207 ha an Kandergrund und zu 13'458 ha an Kandersteg.

### Kohlebergwerke
Während des Zweiten Weltkrieges wurden in Kandergrund drei Kohlebergwerke betrieben. Die Grube «Lindi» der Kander-Kohle AG, die Grube «Horn» der Bergbaugesellschaft Kandergrund AG und die Grube «Schlafegg» der Bergwerk Schlafegg AG.
In der Grube «Schlafegg» arbeiteten bis zu 100 Mann, die Monatsproduktion betrug bis zu 700 t und wurde beim Bahnhof Kandergrund (an der Lötschberg-Bergstrecke) in Bahnwagen verladen. Die Kohle wurde nach Basel transportiert, für die Chemiefabrik Ciba AG, und nach Aarberg für die dortige Zuckerfabrik. 1949 machte die Konkurrenz der Ruhrkohle den Abbau in Kandergrund nicht mehr rentabel. Als letzte Grube wurde «Horn» am 15. November 1949 stillgelegt.

### Explosion eines Munitionsmagazins
Am 19. Dezember 1947 um 23:34 Uhr explodierte in Mitholz ein eidgenössisches Munitionsmagazin. Neun Menschen starben und viele Gebäude wurden zerstört, unter anderem der BLS-Bahnhof. Die Schadenssumme betrug 100 Millionen Franken. Einige Hausinschriften, die auf die Explosion hinweisen, sind noch heute an Gebäuden zu lesen.
Am 25. Februar 2020 wurde bekannt, dass die rund 170 Bewohner von Mitholz ihre Heimat für mindestens 10 Jahre verlassen müssen, damit die immer noch im Berg lagernde Munition geräumt werden kann. Die eigentliche Räumung soll 2031 beginnen. Im März 2022 gab das VBS bekannt, dass nun doch nicht die ganze Bevölkerung evakuiert werden muss.

## Politik
Bei den Nationalratswahlen 2023 betrugen die Wähleranteile in Kandergrund (in Klammern die Veränderung im Vergleich zu den Wahlen 2019 in Prozentpunkten): SVP 72,63 % (+4,35), SP 6,74 % (+1,03), Mitte 4,39 % (−3,11), glp 4,07 % (−1,23), EDU 3,90 % (+2,72), EVP 2,86 % (−1,18), Grüne 2,31 % (−1,63), FDP 1,31 % (−0,38), SD 0,23 % (+0,09).

## Sehenswürdigkeiten
Südlich von Kandergrund liegt der Blausee, ein beliebtes Ausflugsziel.

## Persönlichkeiten
- Lilli Haller (* 1874 in Kandergrund; † 1935 in Zollikon), Schriftstellerin